# 스마트팩토리
스마트팩토리(smart factory)는 설계 및 개발, 제조 및 유통 등 생산과정에 디지털 자동화 설루션이 결합한 정보통신기술(ICT)을 적용하여 생산성, 품질, 고객만족도를 향상하는 지능형 생산공장으로 공장 내 설비와 기계에 사물인터넷(IoT)을 설치하여 공정 데이터(process data)를 실시간으로 수집하고, 이를 분석해 스스로 제어할 수 있게 만든 미래의 공장이다.

## 등장 배경
21세기에 들어서면서 인구 고령화로 인해 숙련된 노동자들이 점차 줄어들게 되었고, 트렌드가 빠르게 변하면서 제품의 수명주기가 급격히 줄어들게 되었다. 여기에 소비자들의 니즈가 다변화, 다양화되면서 개인 맞춤형 생산이 요구되고 경제 구조가 제조업에서 정보기술(IT)을 포함한 서비스업 중심으로 옮겨가면서 전통적인 제조업은 큰 타격을 입게 되어 제조업의 혁신이 요구되었다. 이로 따라 '스마트 팩토리'가 등장했다.

## 특징과 의미
지금까지의 공정 자동화 기술은 각각의 공정별로만 자동화가 이뤄져 있어 전체 공정을 유기적으로 관리하기 어려웠다. 하지만 스마트팩토리는 ICT 기술 덕분에 모든 설비나 장치가 무선통신으로 연결되어 있어, 전후 공정 간 데이터를 자유롭게 연계할 수 있고 이를 통해 보다 유기적이고 통합적인 최적의 생산 환경을 이룩할 수 있게 되었다. 관리 외적으로 비용 효율성도 높아 스마트팩토리가 구현하면 더 이상 값비싼 노동력에 의지하지 않아도 되고, 대량 생산이 야기하는 재고의 불확실성 문제에서도 자유로워졌다. 또한 자동화를 통해 생산 라인의 유연함이 더해져 개인 맞춤형 상품을 합리적인 가격에 즉각적으로 생산할 수 있게 되었다. 스마트팩토리는 기존의 중앙집권형 생산 체제를 바꾸고 제조업이 생산의 분권화와 자율화를 가능하게 만든 것이다. 그러나 제조공정의 자동화는 아직 갈 길이 멀다. 제조공정 혹은 물류 부문 등에서 정형화하기 어려운 부분들은 여전히 사람이 처리하고 있으며, 이를 자동화할 수 있는 비정형 자동화 기술의 발전이 이루어져야 궁극적인 스마트팩토리 구축에 다가갈 수 있다. 

## 제조 분야별 구축 방안

### 기계부품 산업
기계부품 산업은 원재료나 부품을 조립하고 검사하는 노동집약적 산업으로 자재를 부착·조립해 검사하는 공정이 중요하며 부착·조립시 발생하는 공정 데이터와 검사 시 수집되는 검사데이터를 연계해 품질 분석을 해야 한다. 즉 제품 불량시 불량원인을 즉시 확인해 원인별로 현장 개선을 해야 한다. 우선 작업 지시 및 자재 Lot 단위의 물류 추적과 품질·납기 관리가 중요하다. 생산에서는 라인별/작업조별 바코드 관리가 돼야 하며 생산실적 및 현황을 파악할 수 있는 생산 현황 모니터링과 자재의 입고 및 공정별 사용량 등을 관리할 수 있어야 한다.

### 재고와 물류
재고와 물류 부문에서는 자재 입출고 관리에 의한 자재 이력 관리와 원자재 불량품 및 반품 관리를 할 수 있도록 고려해야 한다. 이를 통해 생산 정보 집계 분석의 시스템화에 의한 업무 생산성이 향상할 수 있고 자재 Lot 추적 능력이 확보된다. 또한 생산실적 관리, 작업 교체 준비 등이 가능해 원가의 흐름 파악이 용이해진다. 특히 실시간으로 거래 정보를 제공해 고객사와 유대 또한 강화되는 측면이 있다.

### 전자부품 산업
전자부품 산업은 제조 과정에서의 공정 데이터와 검사 데이터를 연계해 품질을 분석할 수 있도록 하는 시스템이 요구되며 컨베이어와 바코드를 이용한 시스템 구축에 용이하다.

### 금형 산업
금형 산업은 정밀가공 기술에 컴퓨터를 이용한 설계기술이 접목된 첨단 산업 분야로 프레스 금형, 사출 금형, 고무 금형, 유리 금형 등이 있다. 최근 금형 기술은 IT/NT/BT 분야와 접목해 초정밀, 장수명, 고기능성 금형을 선택해 집중적으로 개발하고 있으며 차세대 금형 기술과 성형 기술과의 시스템 융합을 통해 퓨전화가 급속히 진행되고 있다. 품질 향상을 위해서는 실시간 모니터링 도입이 우선시돼야 한다. 설계와 지시, 출하 검사를 연계한 설계품질 관리 시스템과 수정, 설계변경, 수리, 보수 대응 관리가 필요하며 생산에서는 현장에서 작업 지시 및 관련 도면 정보제공과 설비 모니터링, 일관된 수주, 설계, 작업 지시 프로세스 등이 구축돼야 한다.

### 제약산업
제약 산업은 생명과 보건에 관련된 의약품을 생산하는 정밀화학산업으로 의약품 제조 가이드라인인 GMP(Good Manufacturing Practice)를 준수해야 하므로 자재 입고 단계부터 제품 출고까지의 전 공정에서 생산물류 추적이 가능하게 해야 한다. 최근 보령제약, 한미약품, 대웅제약 등이 스마트팩토리를 구축·운영하고 있다.

## 스마트팩토리 보안
IoT 기반 스마트팩토리 환경에서 관리되어야 할 보안 위협 요소는 4가지 유형으로 분류된다. 해커들은 1) 디바이스 데이터의 무결성을 훼손시키거나 2) IoT 통신 환경에서의 네트워크 공격, 3) 기기와 사용자의 인증 우회, 4) 애플리케이션 영역의 데이터 조작 및 무결성 훼손을 통해 공격을 진행한다. 따라서 4가지 위협에 모두 대응해야만 안전한 스마트팩토리 구현이 가능하다. 

## 현황

### 현대자동차그룹
현대자동차그룹은 스마트팩토리를 활용한 미래 자동차 생산과정에 대해 공개했다. 자동차 제조 과정에서 사람, 로봇, 인공지능이 조화를 이루며 공장 전체가 하나의 인격체처럼 작동한다. 빅데이터를 기반으로 소비자의 선택을 예측하고 수요를 전망하는데, 생산을 사전 검증하고 계획을 확정하게 되면 생산활동을 시작한다. 이는 비슷한 차종만 혼류 생산했던 생산과정에서 상황에 맞게 다양한 차종 생산이 가능해진다. 이러한 과정에는 CPS(Cyber Physical System) 기술이 적용된다. 가상 세계에 똑같은 공장을 건설하고 똑같은 방식으로 작동하고 구현한다. 이를 이용해 생산라인, 공급처를 운영하며 문제점을 찾아내고 보완한다. 2023년 11월 싱가포르 HMGICS에서 스마트 팩토리 준공식을 개최했다.
HMGICS는 싱가포르 도심에 위치해 고객의 니즈를 빠르게 대응할 수 있으며, 인공지능, 정보통신기술(ICT), 로보틱스 등 첨단기술을 융합한 인간 중심의 제조 시스템을 바탕으로 시장 변화 및 수요에 탄력적으로 대응할 수 있는 다차종 소량 생산 시스템을 갖춘 것이 특징이다.

## 같이 보기
HMGICS
현대자동차그룹
인공지능
로보틱스
모빌리티